# Elaeagia ecuadorensis
Elaeagia ecuadorensis är en måreväxtart som beskrevs av Julian Alfred Steyermark. Elaeagia ecuadorensis ingår i släktet Elaeagia och familjen måreväxter. IUCN kategoriserar arten globalt som sårbar.
Artens utbredningsområde är Ecuador. Inga underarter finns listade i Catalogue of Life.